# 卡索 (德国)
卡索是德国梅克伦堡-前波莫瑞州的一个市镇。总面积14.36平方公里，总人口364人，其中男性174人，女性190人（2011年12月31日），人口密度25人/平方公里。